# 善し
善し（よし、本名・旧芸名：山田 與志（やまだ よし）、1974年10月19日 - ）は、日本のお笑いタレント。お笑いコンビ・COWCOWのツッコミ担当。立ち位置は右。

## 人物
- 大阪府枚方市出身。身長174cm、体重80kg、O型。大阪府立磯島高等学校出身。立ち位置は左。
- 愛称は與志（よし）と、先輩・後輩問わずに名前で呼ばれる事が殆どで、姓で呼ばれることはあまりない。2013年10月10日、姓名判断で画数が良くないことを理由に山田與志から善しへ改名を発表。
- 下北沢に「HIBOU HIBOU」[1]というギャラリーを、2011年10月3日にオープンした。入場料無料で主に芸人のアート発表できるスペースとして作品を展示している。『R-1ぐらんぷり』などでも得意のイラストを用いたネタを展開したり、自身が部長となり「よしもと写真部」を結成するなど（カメラ専門誌 「カメラ日和-28号：しまおまほのアルバム拝見! や、30号：よしもと写真部参上!／in カメラ日和フォトスタジオ」やニコンのウェブサイトなどでも紹介され[2]、注目度も集まっている）、芸術分野の才能を活かした活動も積極的に行っている自身の作品や、「アートの才能を持つ芸人のために発表の場を用意したい」という気持ちから作られたギャラリーである。
- また、このイラストやカメラと共に、音楽鑑賞や（学生時代には自身でもバンド活動をしており、他校でのファンクラブもあったり人気者であった） 映画鑑賞も趣味としており、大変多趣味であるが、映画に至っては好きが高じて、同期の2丁拳銃の修士と共に吉本芸人で「よしもと映画研究部」というクラブを作り、定期的にライブ「映話」も開催している。ライブ活動の他にも、吉本興業が毎年他の映画祭とは一線を画し、コメディーを中心に協賛し主催している「沖縄国際映画祭」でも、「YOSHIMOTO DIRECTOR'S 100」という吉本芸人が作る短編映画の監督をしたり（愛機のニコンD60で撮影したたくさん写真を繋げ、ノンバーバル作品を制作した） 映画祭期間中には、この「よしもと映画研究部」メンバーでの映画についてのトークコーナーを設けられたりと、多趣味から活動の幅をどんどん広げている。
- 奥さんの叔母さんが福岡吉本に所属している男女お笑いコンビ『バリカタめんたいZ』のまり凛。

## 芸風
- 善しのピンネタは主にフリップをめくる「めくり芸」であり、フリップに仕掛けが凝らされていることが多い。また、ものまねも得意としており、その中でも『北の国から』の黒板五郎（田中邦衛）の真似を十八番としている。

「R-1ぐらんぷり」では2008年から2011年まで4年連続で決勝に進出するなど大会の常連となっている。2011年大会を最後に暫く決勝から遠ざかっていたが、2015年大会にて4年振り5回目の決勝進出を果たした。しかし優勝経験はまだ1度も無く、また2012年大会では相方である多田が優勝してしまい、先を越される形となってしまった。なお、決勝進出回数5回という記録は、2017年時点でヒューマン中村と並んで2番目に多い記録となっている。
「テニスの得点係ジョン」のネタで「S-1バトル」2009年8月の月間チャンピオンに輝く。グランドチャンピオン大会では「DJのボブ」のネタを披露し、しばしばネタにしていた阿藤快本人を登場させるというサプライズを行った。
ものまねは黒板五郎の他に、レパートリーとしてもんたよしのり、ほんこん、飯尾和樹（ずん）、椿鬼奴、黒田俊介（コブクロ）などがある
とんねるずのみなさんのおかげでしたの一企画である「第2回一発ギャグブルドン」において、前回大会の優勝者および準優勝者であるちゅうえいとレイザーラモンRGを破り優勝した。しかし、ネタが黒板五郎のめくり芸ともんたよしのりのモノマネのみであり、ほぼネタを出し尽くしていたためか「（次回大会は）相方にタッチする、またはダブルスで」との一言を残した。

## 私生活
- 妻と長女・長男の2児に加え、犬と猫をそれぞれ3匹ずつ飼っている。愛妻家・子煩悩であることも有名で、数々の番組で（『めちゃ2イケてるッ!』、『やりすぎコージー』、『アメトーーク!』など）その愛妻っぷりを披露している。また、長男は『おはスタ』2015年9月14日放送分にて電話中継で登場した。
- とにかく家族想いなので、子供達とも常にコミュニケーションとれており理想的な家族である。そのために、子供と動物が嫌いで有名な『ダウンタウンのガキの使いやあらへんで!!』の総合演出である斉藤敏豪（以下「ヘイポー」と表記）が善し一家に一泊して、最近の芸人が何を考えているかを学ぶ（「祝・演出生活30周年 世界のヘイポー芸人さん家にご宿泊〜!!」、2011年8月14日）ロケも敢行されたりするほどである。ちなみに、番組内でVTR終了後、ヘイポーは子供達の事を思い出して思わず「かわいい~!!」と絶叫して号泣するという、ヘイポー企画では異例の終わり方となった。このように、嫌いだった子供やペットに対し心変わりしたヘイポーの姿が放送後に大きな反響を呼んだことから第2弾が企画され、（「世界のヘイポー COWCOW與志家族とキャンプの旅〜!!」、2011年9月11日）善し一家と一緒に、茨城県のやすらぎの森へキャンプに行き、子供たちとのお別れの際には長男とはキス、長女とはハグをして帰って行き、前回と同様、心温まる終わり方となったほどである。
- このように様々な番組で家族愛をアピールしていたが、2017年1月に『週刊文春』で、2004年に結婚した夫人との別居と離婚協議中であることが報じられるとともに、別の一般女性と交際していることが伝えられる。そして同年4月19日放送の「快傑えみちゃんねる」（関西テレビ）内にて、長年連れ添った夫人と離婚した事を報告した。なお、交際女性については「離婚に合意してから出会った女性です」と不純な関係は否定している[6]。離婚の原因については前妻との「お金の問題」である事を告白している[7]。

## 出演

### テレビ
- 爆笑レッドカーペット（フジテレビ）キャッチコピーは「劇場番長 1人で登場」
- めちゃ2イケてるッ!（フジテレビ、「スター夫婦誕生!」、2008年12月13日）
- あらびき団（TBS、2008年5月7日）
- やりすぎコージー（テレビ東京「山崎卓球部」、2007年10月27日）（「幸せバカ夫婦に学べ! 結婚のススメ!」、2009年7月27日）
- 雨上がり決死隊のトーク番組アメトーーク!（テレビ朝日、2010年10月28日「嫁を大事にしてる芸人」）
- フットンダ（中京テレビ）
- ダウンタウンのガキの使いやあらへんで!!（日本テレビ、2011年8月14日・9月11日、家族と出演）

### 連載コラム
- LuckyRaccoon　「ラッキーはあらいぐま」 （ソニー・マガジンズ、絵本 ／ イラスト ※文 ／ 2丁拳銃小堀）

### ミュージックビデオ
- LOW IQ 01「Thorn in My Side」（2019年4月23日）